# Aulo Cornelio Cosso
Aulo Cornelio Cosso (in latino Aulus Cornelius Cossus; Roma, ... – ...; fl. V secolo a.C.) è stato un politico e militare romano del V secolo a.C..
Nella battaglia di Fidene uccise il re di Veio, Tolumnio, e per questo fu insignito delle spoglie opime, la più alta onorificenza romana (che dovevano essere condotte nel tempio di Giove Feretrio), che era rilasciata solo ai comandanti che uccidevano in battaglia il comandante nemico. In tutta la storia di Roma, solo tre persone ebbero le spoglie opime: Romolo, Cornelio Cosso e Marco Claudio Marcello, che uccise in battaglia Viridomaro, un condottiero gallo.

## La battaglia di Fidene
A narrare l'episodio è Tito Livio nella sua Ab urbe condita. Ma proprio il suo racconto ha creato alcuni problemi di interpretazione, dato che Cosso compare come tribuno militare. Ed è lo stesso Livio a discutere di quest'incongruenza: 
(Livio, Ab Urbe Condita, IV 20)

## Primo consolato
Aulo Cornelio Cosso divenne console nel 428 a.C. insieme a Tito Quinzio Peno Cincinnato, al suo secondo consolato.
Durante il consolato Roma fu colpita dall'ennesima carestia, cui seguirono casi di pestilenza, che favorì la diffusione di riti superstiziosi in città.
(Tito Livo, Ab Urbe condita, IV, 2, 30)
Infine si registrarono razzie ad opera dei Veienti, a cui si decise di rispondere l'anno successivo.

## Tribunato consolare
Nel 426 a.C. fu nominato tribuno consolare con Tito Quinzio Peno Cincinnato, Marco Postumio Albino Regillense e Gaio Furio Pacilo Fuso, con il compito di condurre la guerra contro Veio.
Effettuata la leva, mentre i primi tre conducevano l'esercito in territorio etrusco, ad Aulo Cornelio Cosso fu affidato il compito di proteggere la città. Lo scontro ebbe esito negativo per i Romani, soprattutto per l'incapacità dei tre tribuni di coordinare le proprie azioni.
A Roma la notizia della sconfitta fu accolta con terrore, tanto che il senato decise di nominare un dittatore, ricorrendo per la terza volta a Mamerco Emilio Mamercino, che nominò Aulo Magister equitum.

## Secondo consolato
Aulo Cornelio Cosso divenne console per la seconda volta nel 413 a.C. insieme a Lucio Furio Medullino.
I due consoli guidarono le indagini per l'ammutinamento dell'anno precedente, che aveva portato alla morte del tribuno consolare Marco Postumio Regillense, arrivando al giudizio di colpevolezze per pochi soldati, che furono indotti al suicidio.